# Arnold Bruhn

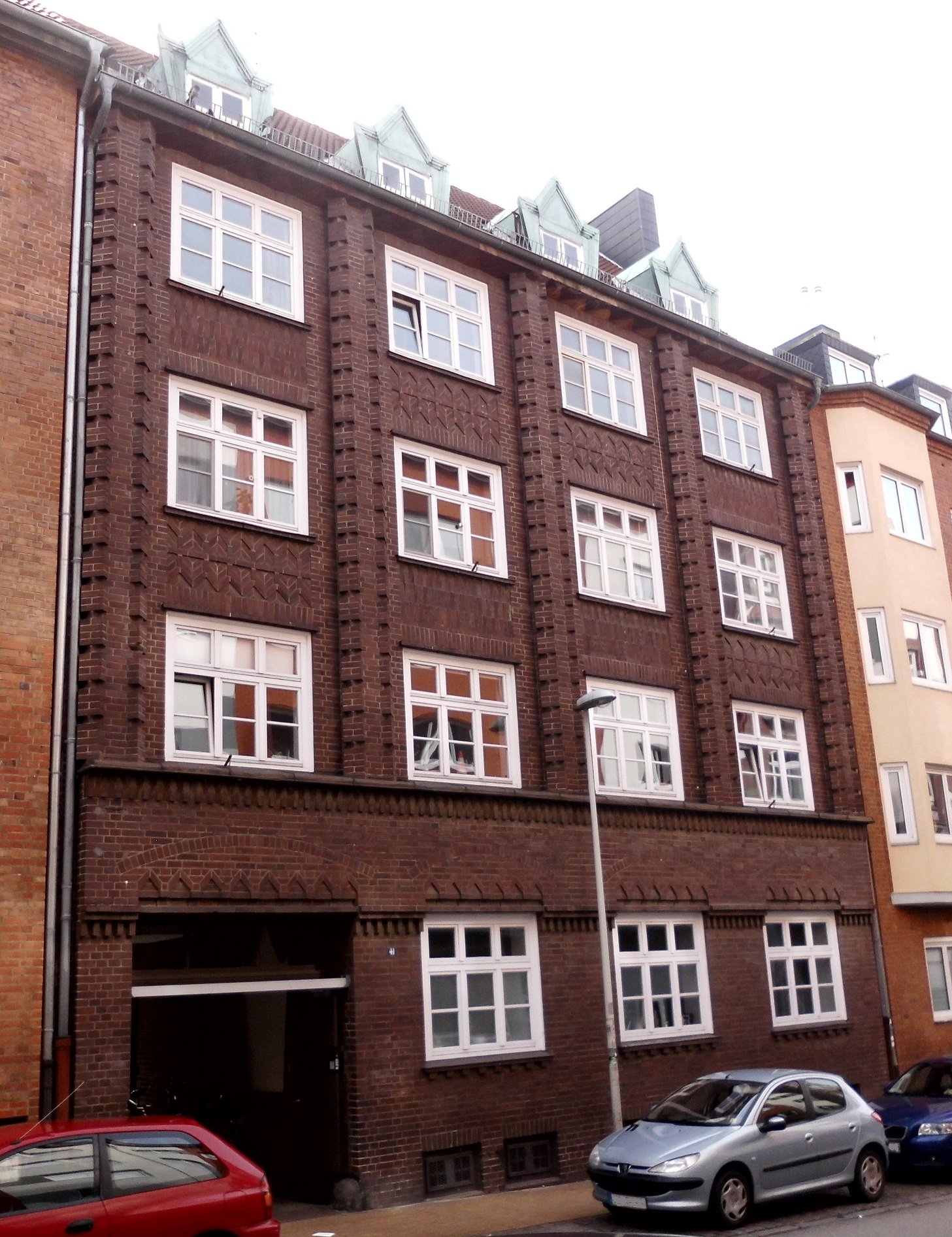
Mehrfamilienwohnhaus an der Muhliusstraße in Kiel

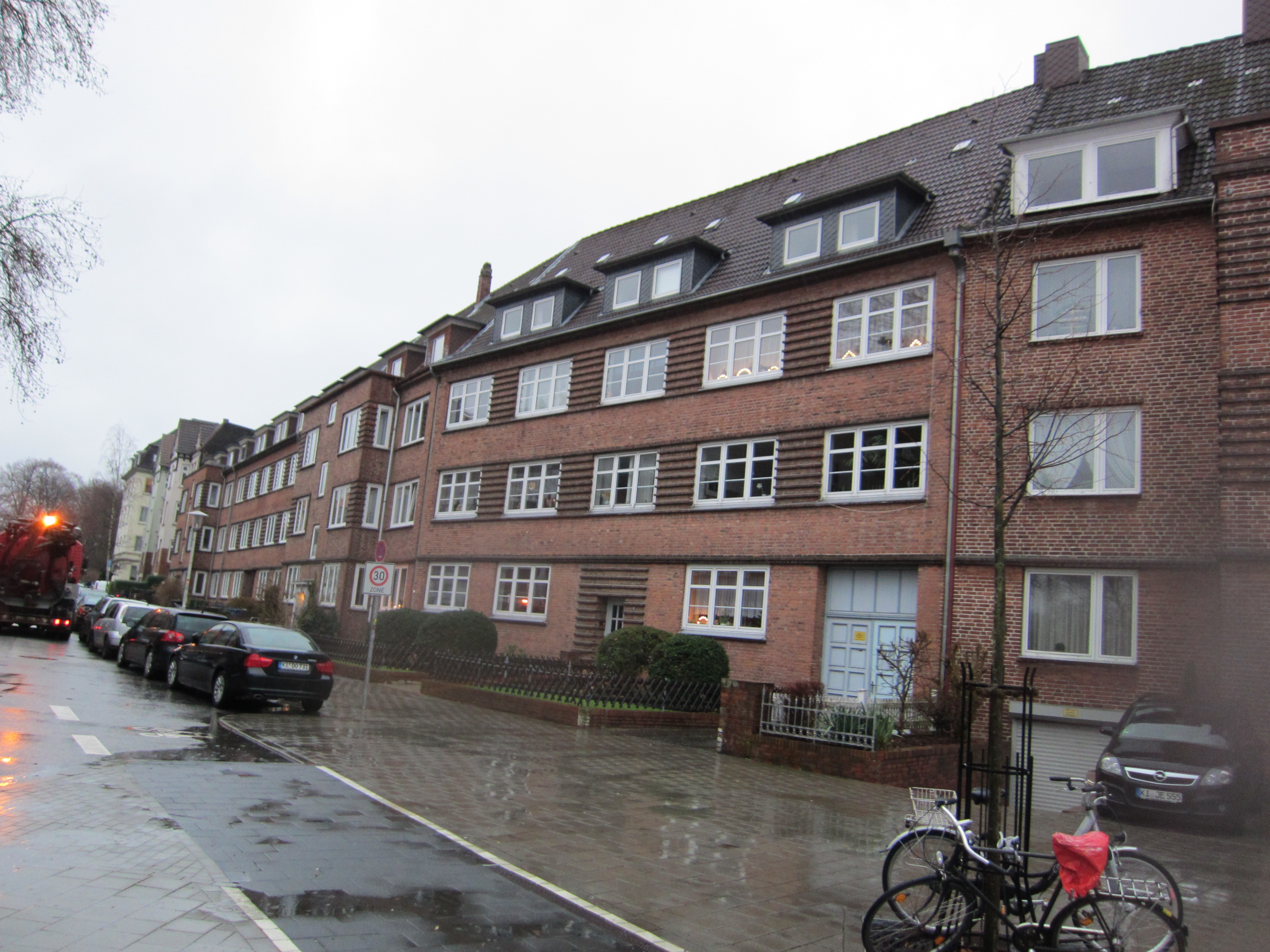
Wohnhäuser an der Theodor-Storm-Straße in Kiel

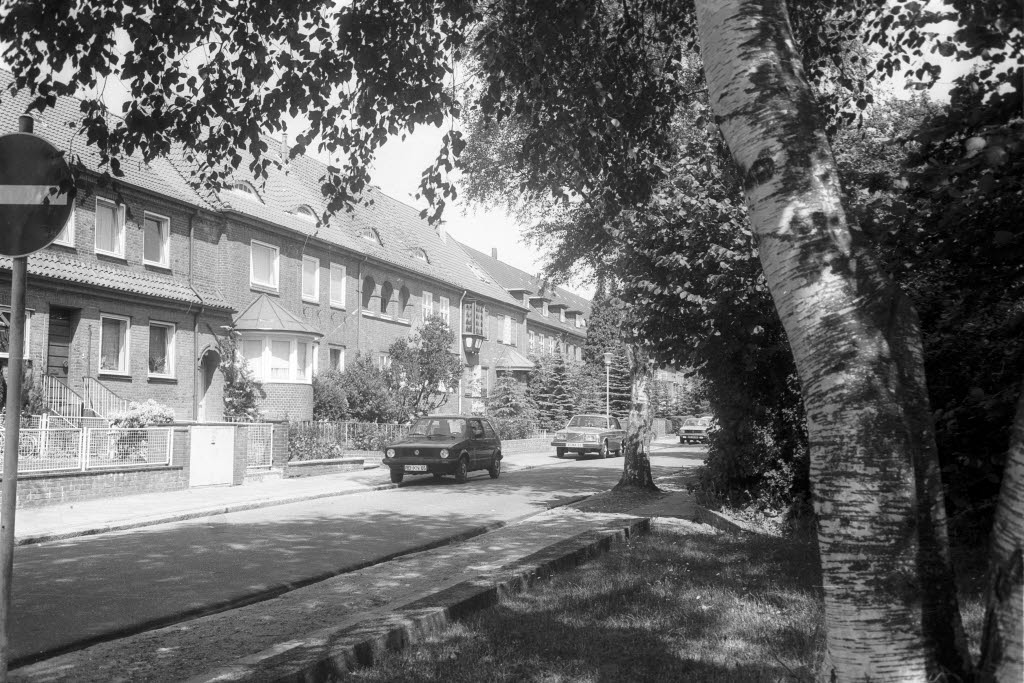
Gebäudezeile Friedenskamp in der „Wohnhauskolonie Hasselkamp“ in Kronshagen

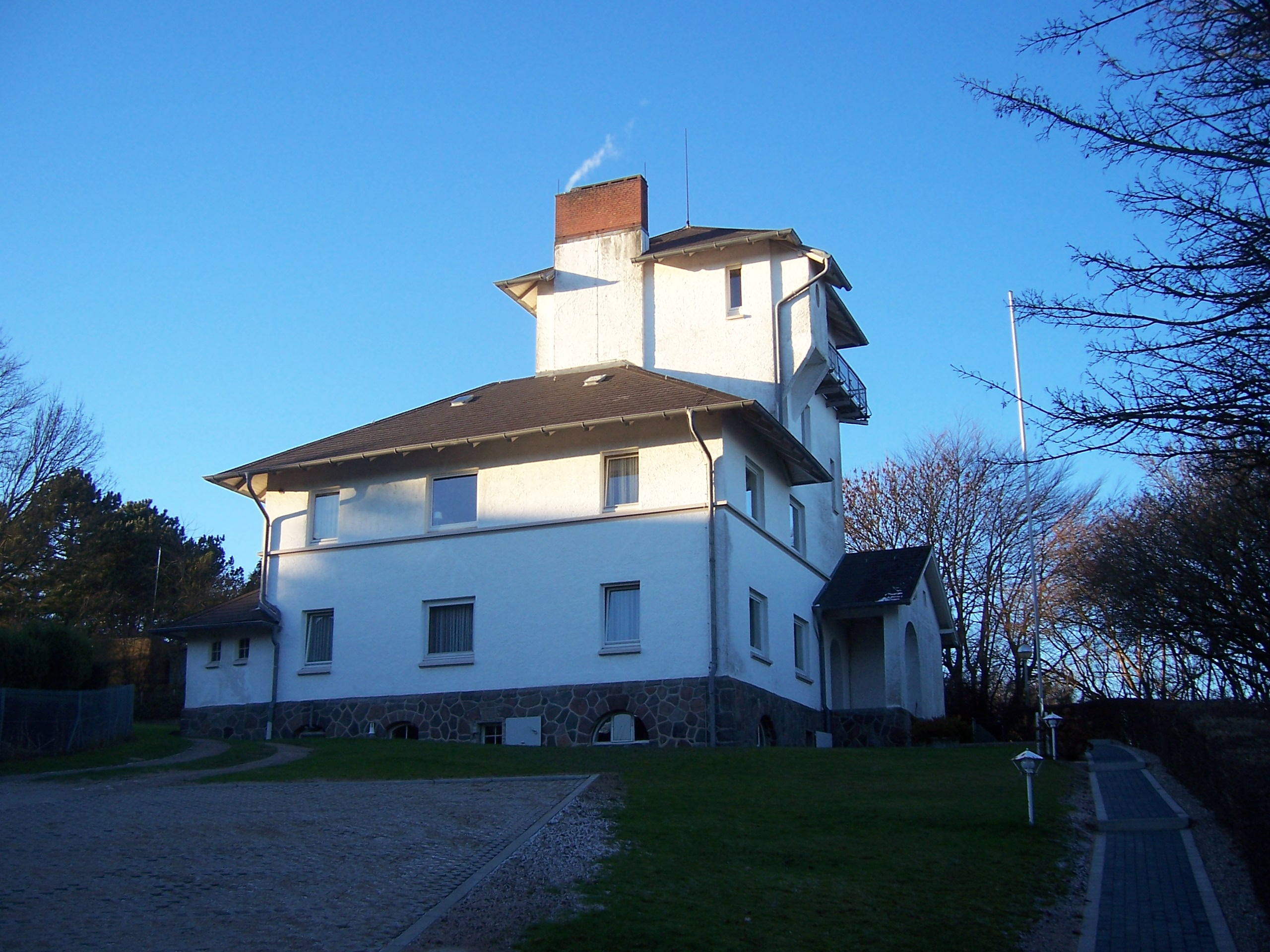
Alter Leuchtturm in Eckernförde

Arnold Bruhn (* 9. August 1879 in Lütjenburg; † 1961 in Kronshagen) war ein deutscher Architekt.

## Leben
Bruhn studierte an der Baugewerkschule Eckernförde und an der Technischen Hochschule Darmstadt. Ab 1906 arbeitete er als freischaffender Architekt zunächst in Kiel, von 1913 an dann in Kronshagen. An beiden Orten und in der weiteren Umgebung Kiels errichtete er in den folgenden Jahrzehnten vor allem Wohnbauten, sowohl Villen als auch Geschosswohnungsbauten, Wohnhauszeilen und Siedlungen im städtebaulichen Maßstab. Daneben entstanden nach seinen Plänen wenige gewerbliche und öffentliche Bauten wie das Sparkassengebäude in Kronshagen und sein bekanntester Bau, das Gewerkschaftshaus an der Legienstraße in  Kiel (1925–1926).
Bruhn war Mitglied im Bund Deutscher Architekten (BDA). Bekannt ist er heute nicht zuletzt dadurch, dass der damals noch unbekannte Architekt Hermann Henselmann von 1926 bis 1928 zu seinen Mitarbeitern zählte.